# Gräberfeld Ängakåsen

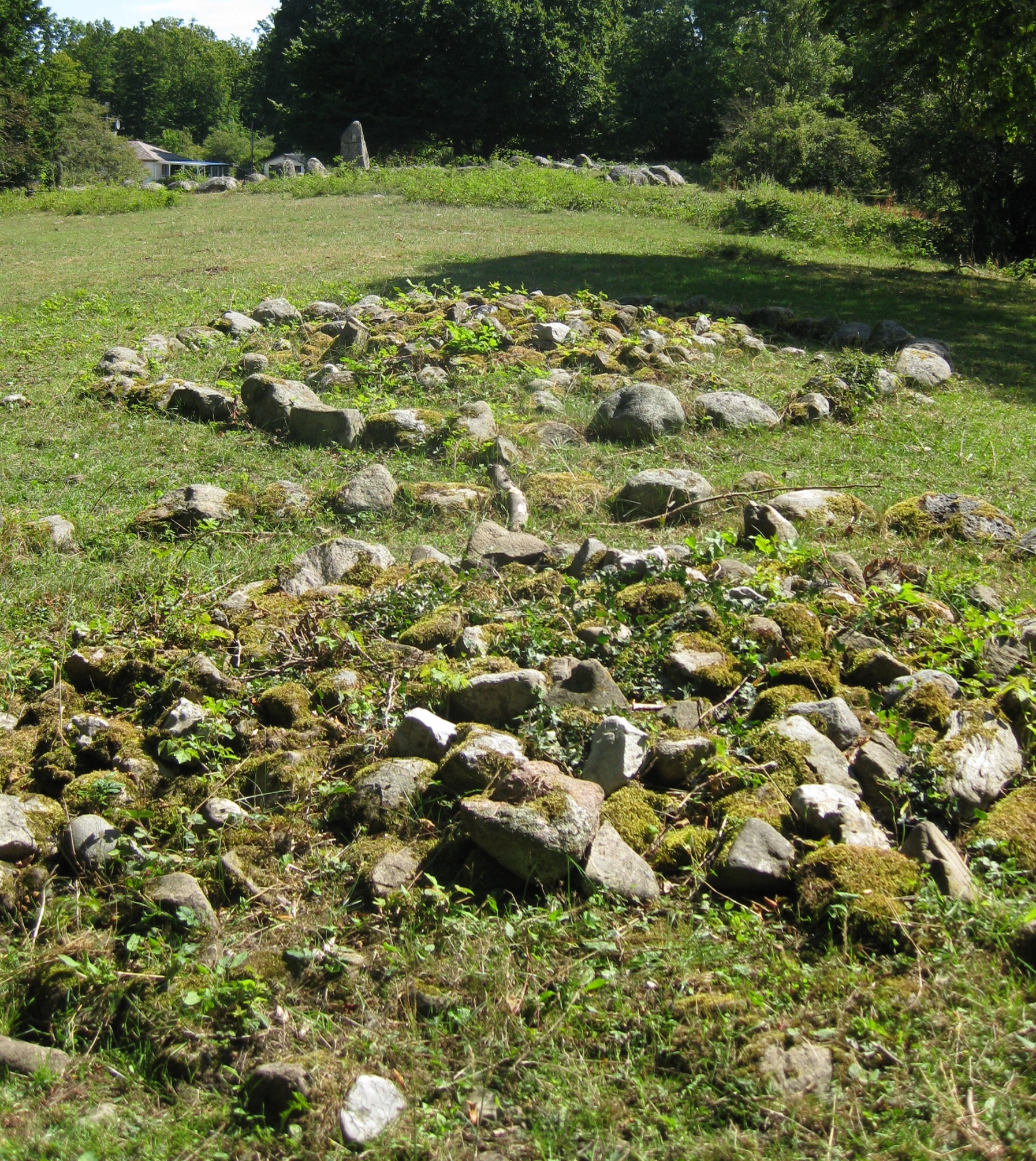
Gräberfeld Ängakåsen

Das Gräberfeld Ängakåsen bei Bredarör liegt nahe Kivik in der schwedischen Provinz Schonen. Es umfasst rund 130 Gräber. Die Mehrzahl sind kleine, unter dem Bewuchs kaum wahrnehmbare runde Steinsetzungen. Das Gräberfeld dürfte etwa aus derselben Zeit stammen wie das 500 m entfernte Grab von Kivik.

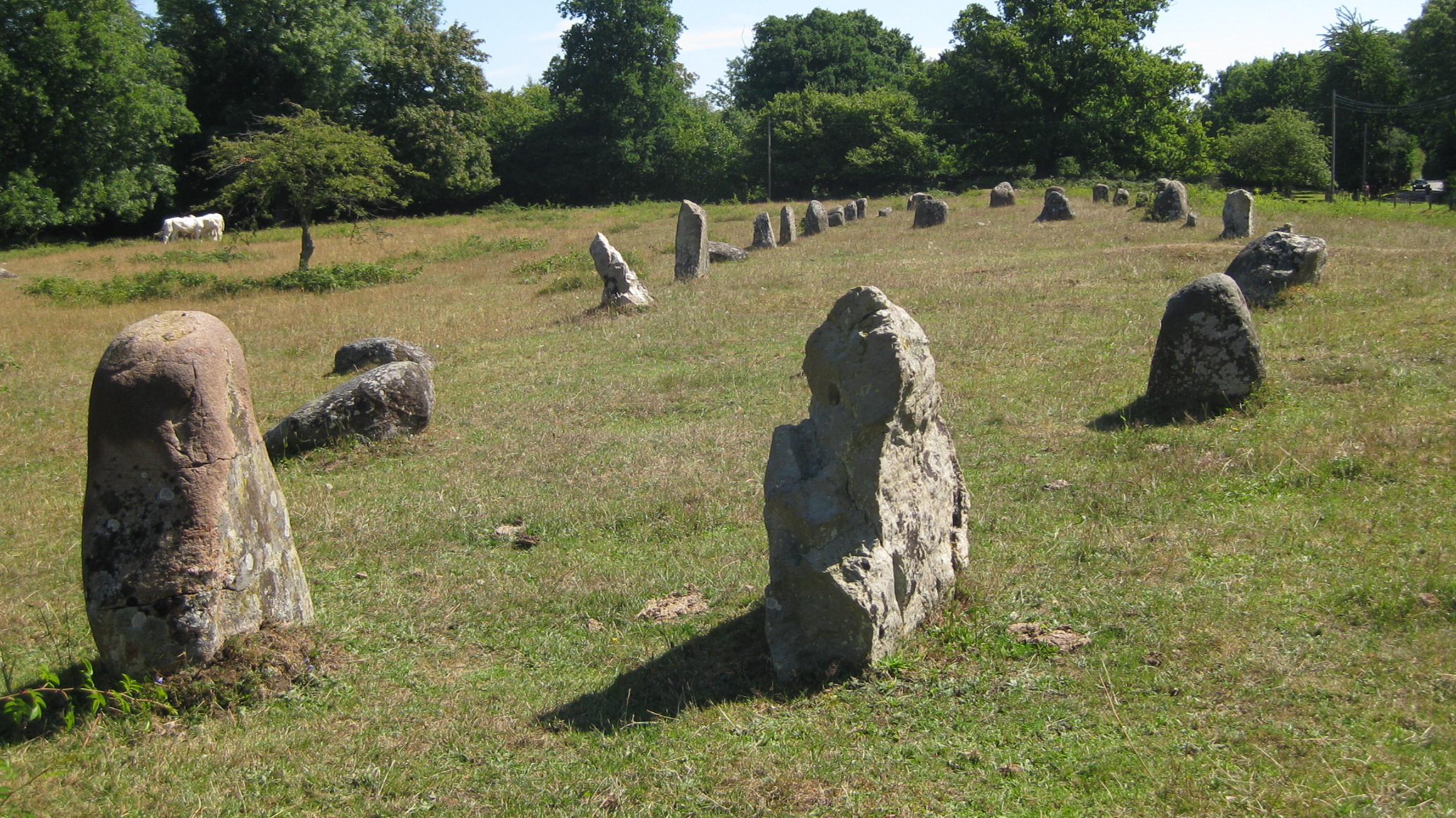
Die Schiffssetzung auf dem Ängakåsen

Ein rund 20 Meter messender Domarring (deutsch „Richterring“) wird im Volksmund Penninggraven (deutsch „Münzengrab“) genannt. In den im zentralen Mittelblock sind 25 Schälchen eingehauen. Der Ring besteht aus mittelgroßen, dicht gesetzten Steinblöcken. Wenige Meter neben dem Steinkreis befindet sich eine Schiffssetzung (schwedisch Skeppssättning). Sie besteht aus mittelgroßen, weit gesetzten Blöcken. Sie verfügt über zwei radial gesetzte Mittelblöcke und ist mit rund 60 m Länge eine der größten Schiffssetzungen des Landes.